# Zeche Treue
Die Zeche Treue in Bochum-Brockhausen-Sundern ist ein ehemaliges Steinkohlenbergwerk. Die Zeche Treue ist eine der ältesten Zechen im Ruhrrevier. Das Bergwerk war auch als Zeche Treue im Gerichts Stiepel bekannt.

## Geschichte

### Die Anfänge
Um das Jahr 1700 erreicht der aus dem Ruhrtal in östlicher Richtung aufgefahrene Stollen eine Länge von 220 Metern. Obwohl noch keine Verleihung stattgefunden hatte, wurde im Stollen bereits Abbau betrieben. Da der Stollen unter starkem Gebirgsdruck stand, wurde der Betrieb des Stollens im Jahr 1730 eingestellt. Im Laufe der folgenden Jahre ging der Stollen komplett zu Bruch. Am 24. April des Jahres 1749 wurde die Mutung auf eine schon vor längerer Zeit bearbeitete Kohlenbank im Gericht Stiepel eingelegt. Als Muter traten auf Chirurgus Jeremias Treuer zu Blankenstein, Johann Diedrich Striebeck, Albert Ostermann und Hermann Dellmann. Gemutet wurde ein Grubenfeld von der Größe einer Fundgrube und zehn Maaßen. Die vier Gewerken waren zu gleichen Teilen beteiligt. Am 10. September desselben Jahres wurde ein Längenfeld verliehen. Das Bergwerkseigentum wurde unter dem Namen "Treue" belehnt. Im darauffolgenden Jahr wurde mit der Auffahrung des Treue-Oberstollens begonnen. Der Stollen wurde im Rauterdeller Siepen angelegt. Anschließend wurde mit dem Abbau begonnen. Die abgebauten Kohlen wurden über einen Schiebekarrenweg zur Ruhr transportiert. Im Jahr 1754 wurde das Bergwerk aufgrund von Absatzmangel in Fristen gelegt.

### Die weiteren Jahre
Im darauffolgenden Jahr wurde das Bergwerk wieder in Betrieb genommen. Im Jahr 1756 wurde ein neuer Stollen angesetzt. Der Stollen befand sich an der heutigen Rauendahlstraße. Der Stollen wurde im Flöz Sonnenschein in östlicher Richtung aufgefahren. Am 4. Februar des Jahres 1765 erfolgte die Vermessung des Bergwerks. Ab dem Jahr 1771 war das Bergwerk in Betrieb. Am 17. Januar des Jahres 1771 waren als Gewerken der Diedrich Jürgen am Wege, Johann Diedrich Striebeck, Johann Peter Altema, und Jeremias Treuer in den Unterlagen vermerkt. Alle Gewerken hatten einen Anteil von 32 Kuxen. Die Rezeßgelder wurden bezahlt. In der Zeit von 1772 bis 1774 wurden die Kohlen über die Ruhr nach Kleve geliefert. 1775 wurde das Bergwerk in den Unterlagen nur genannt, es sind jedoch keinerlei Aktivitäten vermerkt. Ab dem Jahr 1777 war das Bergwerk in Betrieb. Im Jahr 1780 war ein Schacht in Betrieb. Der Schacht befand sich, in Auffahrungsrichtung, etwa 335 Meter vom Stollenmundloch entfernt. Nachdem das Flöz Sonnenschein abgebaut worden war, wurde der Betrieb des Bergwerks noch im selben Jahr eingestellt. Im Jahr 1787 wurde das Längenfeld vermessen. In den letzten Jahren des 18. Jahrhunderts wurden auf dem Bergwerk mehrere Schächte geteuft.
Im Jahr 1795 wurde an der Rauendahlstraße ein neuer Stollen angesetzt. Er befand sich westlich vom alten Stollen und wurde Tiefer Treue Stollen genannt. Der Stollen wurde aus dem Ruhrtal im Flöz Wasserfall in östlicher Richtung aufgefahren. Der Stollen erreichte jedoch nur eine Länge von 157 Metern. Grund hierfür war das brächige Hangende. Nachdem der Stollen über die Gesamtlänge aufgefahren war, wurde ein Querschlag bis ins Flöz Sonnenschein aufgefahren. Anschließend wurde dieser Querschlag 175 Meter in östlicher Richtung aufgefahren. Im Jahr 1796 wurde im Bereich des alten Schachtes abgebaut. Im Jahr 1800 waren die Schächte Lebrecht und Wohlgemuth in Förderung. Es wurde ein Kohlenmagazin an der Ruhr betrieben. Etwa zur gleichen Zeit wurde der Oberstollen aufgewältigt. Anschließend wurde im Oberstollen wieder Abbau betrieben. Der Tiefe Treue Stollen hatte zu diesem Zeitpunkt fast das Rauterdeller Tal erreicht. Im Jahr 1805 waren die Schächte 4 und 5 in Betrieb. In diesem Jahr wurden 2307 Tonnen Steinkohle gefördert. Im Jahr 1806 war der Schacht Friedrich in Förderung. Er war tonnlägig bis auf den Tiefen Treuen Stollen geteuft und hatte eine flache Teufe von 50 Metern. Im Jahr 1808 wurden 1961 Tonnen Steinkohle gefördert. Im Jahr 1810 war der Oberstollen fast zu Bruch gegangen. Es wurde nur noch im oberflächennahen Bereich abgebaut. Im Jahr 1811 war das Bergwerk zunächst noch in Betrieb. Am 20. Juli desselben Jahres konsolidierte die Zeche Treue mit weiteren Feldern zur Zeche Vereinigte Treue & Amsterdam.